# 隆莱勒泰松
隆莱勒泰松（法語：Lonlay-le-Tesson，法語發音：[lɔ̃lɛ lə tɛsɔ̃] ⓘ）是法国奥恩省的一个市镇，位于该省西部，属于阿朗松区。

## 地理
隆莱勒泰松（48°38'37"N, 0°21'11"W）面积12.37 平方千米，位于法国诺曼底大区奧恩省，该省份为法国西北部内陆省份，北起顺时针与卡爾瓦多斯省、厄尔省、厄尔-卢瓦省、萨尔特省、马耶讷省和芒什省接壤。
与隆莱勒泰松接壤的市镇（或旧市镇、城区）包括：利纽、法沃罗勒、勒格赖、勒梅尼勒-德布里尤兹、莱蒙当代讷。

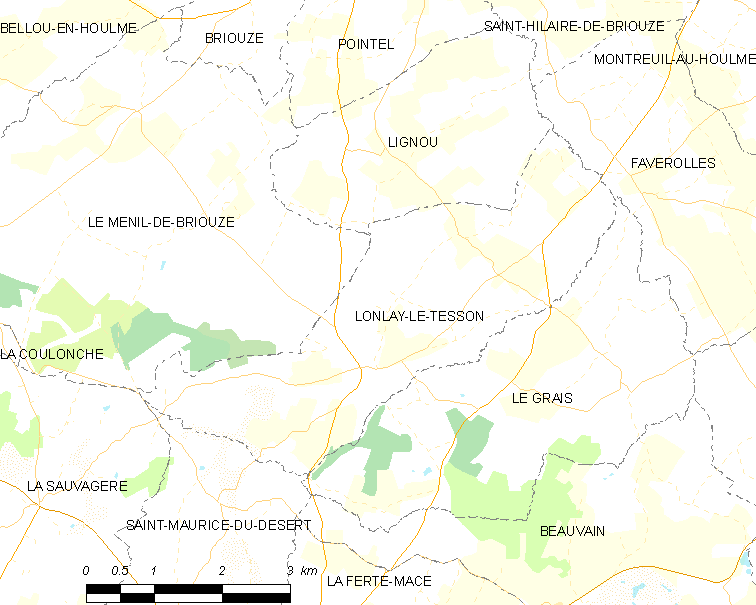
隆莱勒泰松的OSM定位图

隆莱勒泰松的时区为UTC+01:00、UTC+02:00（夏令时）。

## 行政
隆莱勒泰松的邮政编码为61600，INSEE市镇编码为61233。

## 政治
隆莱勒泰松所属的省级选区为马塞堡县。

## 人口

1962-2008年间隆莱勒泰松人口变化图示

隆莱勒泰松于2022年1月1日时的人口数量为229人。